# Дамата от Шанхай
„Дамата от Шанхай“ (на английски: The Lady from Shanghai) е американски филм от 1947 година, трилър на режисьора Орсън Уелс по негов сценарий в съавторство с Уилям Касъл, Чарлз Ледърър и Флечър Маркъл, базиран на романа „If I Die Before I Wake“ от Шъруд Кинг.
В центъра на сюжета е моряк, който е нает от млада жена да работи на яхтата, на която тя пътува със съпруга си, богат адвокат, в резултат на което той попада в центъра на сложни интриги и е обвинен в убийство, което не е извършил. Главните роли се изпълняват от Рита Хейуърт, Орсън Уелс, Евърет Слоун, Глен Андърс.